# Concejo Municipal de Santa Ana
El Concejo Municipal de Santa Ana es el órgano deliberativo y máxima autoridad del cantón de Santa Ana, en Costa Rica. Está conformado por siete regidores propietarios con voz y voto, y sus respectivos suplentes solo con voz salvo cuando sustituyan a un propietario de su mismo partido. A estos también asisten con voz pero sin voto el alcalde y los síndicos propietarios y suplentes de los seis distritos del cantón. Al igual que el alcalde municipal sus miembros son electos popularmente cada 4 años.

## Historia
En 1870, la administración de Tomás Guardia Gutiérrez estableció la primera Alcaldía en Santa Ana, en el distrito de Uruca, y nombró para ocuparla a Cerlindo Villarreal, quien había nacido y vivía en aquella localidad. En el año 1877 Santa Ana se ganó su primera representación en la Municipalidad de Escazú, a cargo de Vicente Montero quien viajaba desde Uruca hasta Escazú cada vez que había sesión municipal.
En 1880, la Corte Suprema de Justicia dispuso instalar la Alcaldía en Santa Ana, nombrando como alcalde a Cristóbal Guerrero y como secretario y suplente de la Alcaldía a Luis Muñoz.
Mediante la Ley n.° 08 del 29 de agosto de 1907, se creó Santa Ana como cantón de la provincia de San José, designándose como cabecera la villa de Santa Ana y fijándose como distritos al distrito de Santa Ana, Salitral, Pozos, Uruca, Piedades y Brasil. Santa Ana procede del cantón de Escazú, establecido este último, en Ley n.° 36 del 7 de diciembre de 1848.
El 15 de septiembre de 1907, se llevó a cabo la primera sesión del Concejo Municipal de Santa Ana, integrado por los regidores propietarios Pedro Aguilar, como presidente, Isidro Acosta, como vicepresidente, y Eusebio Obando, como fiscal. El jefe político fue José Aguilar Bolaños.

## Conformación del Concejo
| #                      | Bandera                | Partido                              | Nombre                          |
| Regidores propietarios | Regidores propietarios | Regidores propietarios               | Regidores propietarios          |
| ---------------------- | ---------------------- | ------------------------------------ | ------------------------------- |
| 1                      |                        | Partido Unidad Social Cristiana      | Gonzalo Rojas Rojas             |
| 2                      |                        | Partido Unidad Social Cristiana      | Cynthia Chaves Robles           |
| 3                      |                        | Partido Liberación Nacional          | Walter Alberto Herrera Cantillo |
| 2                      |                        | Partido Liberación Nacional          | Milena Blen Alvarado            |
| 6                      |                        | Partido del Sol                      | María Paula Villareal Galera    |
| 3                      |                        | Partido Liberación Nacional          | Walter Alberto Herrera Cantillo |
| 7                      |                        | Partido Republicano Social Cristiano | Danny Ureña Marín               |
| Regidores suplentes    |                        |                                      |                                 |
| 8                      |                        | Partido Liberación Nacional          | José Roberto Castro Araya       |
| 9                      |                        | Partido Liberación Nacional          | Ana Lucía Cascante Acuña        |
| 10                     |                        | Partido Liberación Nacional          | José Daniel Castro Agüero       |
| 11                     |                        | Partido Unidad Social Cristiana      | Sandra Delgado Artavia          |
| 12                     |                        | Partido Unidad Social Cristiana      | Gonzalo Rojas Rojas             |
| 13                     |                        | Partido del Sol                      | Javier Villalobos Odio          |
| 14                     |                        | Partido del Sol                      | Lourdes Marín Delgado           |
| Síndicos propietarios  |                        |                                      |                                 |
| 15                     |                        | Partido Unidad Social Cristiana      | Karen Vanessa Valverde Ortega   |
| 16                     |                        | Partido Liberación Nacional          | Eileen Castro Cordero           |
| 17                     |                        | Partido Liberación Nacional          | Marlon Jimenez Artavia          |
| 18                     |                        | Partido Liberación Nacional          | José Pablo Guadamuz Ramírez     |
| 17                     |                        | Partido del Sol                      | Sonia Chavarría Marín           |
| 19                     |                        | Partido Republicano Social Cristiano | Stephanie Chavarría Ureña       |
| Síndicos suplentes     |                        |                                      |                                 |
| 21                     |                        | Partido Liberación Nacional          | Emmanuel Morales Mora           |
| 22                     |                        | Partido Liberación Nacional          | Stephanie María Chavarría Ureña |
| 23                     |                        | Partido del Sol                      | Sonia Chavarría Marín           |
| 24                     |                        | Partido Liberación Nacional          | Matilde Mayela Castro Agüero    |
| 25                     |                        | Partido Liberación Nacional          | Abraham David Mondragón Ramírez |
| 26                     |                        | Partido Unidad Social Cristiana      | Vera Solís Villalobos           |

## Elecciones
Durante las Elecciones municipales de Costa Rica de 2020, once partidos políticos participaron en el cantón de Santa Ana para obtener la Alcaldía y miembros del Concejo Municipal. Los resultados fueron los siguientes:

### Alcaldía
| Puesto | Bandera | Partido                              | Votos | %      |
| ------ | ------- | ------------------------------------ | ----- | ------ |
| 1°     |         | Partido Liberación Nacional          | 5 454 | 34,56% |
| 2°     |         | Partido Unidad Social Cristiana      | 4 484 | 28,41% |
| 3°     |         | Partido del Sol                      | 3 122 | 19,78% |
| 4°     |         | Partido Nueva República              | 810   | 5,13%  |
| 5°     |         | Partido Liberal Progresista          | 402   | 2,55%  |
| 6°     |         | Partido Alianza Demócrata Cristiana  | 326   | 2,07%  |
| 7°     |         | Partido Republicano Social Cristiano | 316   | 2,00%  |
| 8°     |         | Partido Unidos Podemos               | 254   | 1,61%  |
| 9°     |         | Partido Comunal Unido                | 250   | 1,58%  |
| 10°    |         | Partido Nuestro Pueblo               | 197   | 1,25%  |
| 11°    |         | Partido Restauración Nacional        | 167   | 1,06%  |

El alcalde electo fue Gerardo Oviedo Espinoza, y los vicealcaldes electos fueron Laura Carmiol Torres y Milena Blen Alvarado, del Partido Liberación Nacional.

### Regidores
| Puesto | Bandera | Partido                              | Votos | %      |
| ------ | ------- | ------------------------------------ | ----- | ------ |
| 1°     |         | Partido Liberación Nacional          | 5 014 | 31,88% |
| 2°     |         | Partido Unidad Social Cristiana      | 3 857 | 24,52% |
| 3°     |         | Partido del Sol                      | 3 396 | 21,59% |
| 4°     |         | Partido Nueva República              | 877   | 5,58%  |
| 5°     |         | Partido Alianza Demócrata Cristiana  | 481   | 3,06%  |
| 6°     |         | Partido Liberal Progresista          | 461   | 2,93%  |
| 7°     |         | Partido Republicano Social Cristiano | 365   | 2,32%  |
| 8°     |         | Partido Unidos Podemos               | 363   | 2,31%  |
| 9°     |         | Partido Comunal Unido                | 355   | 2,26%  |
| 10°    |         | Partido Nuestro Pueblo               | 328   | 2,09%  |
| 11°    |         | Partido Restauración Nacional        | 233   | 1,48%  |